# 암르 와케드
암르 와케드(아랍어: عمرو واكد, 영어: Amr Waked, 1972년 8월 7일 ~ )는 이집트의 배우이다.

## 출연 작품

### 영화
- 컨테이젼 - 라피크 역
- 사막에서 연어낚시 - 세익 무하메드 역
- 루시 - 피에르 델 리오 역
- 콜트 45
- 지오스톰 - 두쎄떼 역

### 드라마
- 마르코 폴로 시즌 1 - 유스프 역
- 마르코 폴로 시즌 2 - 유스프 역